# حمد بن عبد المحسن التويجري
حمد بن عبد المحسن بن أحمد التويجري (ولد 1384 هـ)، عالم دين سعودي ولد في محافظة المجمعة التابعة لمنطقة الرياض، تدرج في تعليمه النظامي حتى حصل على شهادة الثانوية العامة في عام 1404 هـ، بعدها التحق بجامعة الإمام محمد بن سعود الإسلامية بالرياض وتحصل منها على شهادة البكالوريوس في العقيدة والمذاهب المعاصرة من كلية أصول الدين عام 1408 هـ.

## مناصبه الوظيفية
بعد حصوله على الدرجة الجامعية من جامعة الإمام محمد بن سعود الإسلامية عين على وظيفة معيد بكلية أصول الدين بقسم العقيدة والمذاهب المعاصرة عام 1409 هـ، ثم تحصل على درجة الماجستير في العقيدة والمذاهب المعاصرة عام 1413 هـ وكان موضوع الرسالة الفتوى الحموية الكبرى لشيخ الإسلام ابن تيمية دراسة وتحقيقا، ثم عين بعدها على مرتبة محاضر في نفس العام، ثم تحصل على درجة الدكتوراة في العقيدة والمذاهب المعاصرة عام 1418 هـ وكان موضوع الرسالة منهج الإمام ابن بطة في تقرير عقيدة السلف والرد على أهل الأهواء والبدع مع تحقيق الجزء السابع والثامن والعشرين من الإبانة الكبرى، عين بعدها على رتبة أستاذ مساعدفي نفس العام، ثم عين رئيسا لقسم العقيدة والمذاهب المعاصرة عام 1421 هـ، فوكيلا لكلية أصول الدين للدراسات العليا والبحث العلمي عام 1422 هـ، ثم رقي إلى رتبة أستاذ مشارك في نفس العام، تمت ترقيته إلى رتبة أستاذ بإجماع المحكمين عام 1433 هـ.

### مشاركاته
- رئيس وحدة البحوث العلمية في كلية أصول الدين.
- تولى مجموعة من اللجان العلمية والإدارية في الجامعة.
- الإشراف والمناقشة  لمجموعة من رسائل الماجستير والدكتوراه.
- رئاسة لجنة مناهج القسم في المرحلة الجامعية والدراسات العليا.
- المشاركة في مجموعة من المؤتمرات والندوات والدورات داخل المملكة وخارجها .
- أخذ مجموعة من الدورات التدريبية في الجودة والاعتماد الأكاديمي، والتعليم الاكتروني، والتعليم النوعي، والتقويم، داخل وخارج المملكة.
- رئاسة لجنة المعايير الأكاديمية لمحتوى برنامج كليات أصول الدين في المملكة العربية السعودية في الهيئة الوطنية للتقويم والاعتماد الأكاديمي بوزارة التعليم العالي.
- المشاركة في في ورشة عمل لتأهيل المراجعين الخارجيين من قبل الهيئة الوطنية للتقويم والاعتماد الأكاديمي.
- المشاركة في التقويم البرامجي ضمن مشروع التقويم التطويري للجامعة الإسلامية بالمدينة المنورة كمراجع خارجي من قبل الهيئة الوطنية للتقويم والاعتماد الأكاديمي.
- رئيس لجنة الجودة والاعتماد الأكاديمي بكلية أصول الدين لمدة أربع سنوات.
- المشاركة في اللجنة العليا لتطوير برنامج كلية أصول الدين وإعادة صياغته وفق متطلبات الجودة والاعتماد الأكاديمي.
- المشاركة في تحكيم مجموعة من البرامج العلمية والأكاديمية.[1]

## مؤلفاته
للتويجري ناتج علمي تجاوز العشرة كتب هي:
- الفتوى الحموية الكبرى لشيخ الإسلام ابن تيمية دراسة وتحقيق.
- المخالفات العقدية لدى الجاليات المسلمة في بلاد الغرب جمع ودراسة.
- أثر الألعاب الإلكترونية "البلاي ستيشن" على عقيدة الطفل المسلم.
- عوامل تأثر شباب الجامعات بالغزو الفكري.
- تحقيق أجزاء من الإبانة الكبرى لابن بطة.
- منهج الإمام ابن بطة في تقرير عقيدة السلف والرد على أهل الأهواء والبدع.
- البرهان في الفرق بين الإسلام والإيمان لمرعي الحنبلي دراسة وتحقيق.
- مختصر عقيدة ابن حمدان لابن بلبان دراسة وتحقيق.
- مفهوم قوله تعالى «لو كان فيهما آلهة إلا الله لفسدتا» بين أهل السنة وأهل الكلام.
- المسائل العقدية التي تعددت فيها آراء أهل السنة.
- النفي المتعلق بصفات الله في القرآن الكريم دراسة نظرية تطبيقية.
- شرح القاعدة المراكشية.
- أحكام الرقى والتمائم.
- الأساليب الحديثة لدعوى علم الغيب.
- شرح الحموية.

## وصلات خارجية
- صفحته على موقع طريق الإسلام